# Minimum Maximum Tour
Die Minimum Maximum Tour war eine weltweite Tournee der deutschen Synthiepop-Formation Kraftwerk und war die erste längere Tournee der Band seit ihrer The Mix Tour im Jahr 1991. Auf dieser Tournee stellte die Band ihr 2003 erschienenes Comeback-Album Tour de France Soundtracks vor.

## Hintergrund
Kraftwerk begannen ihre Minimum Maximum Tour am 6. Februar 2004 in Helsinki und beendeten sie am 7. Juli 2005 in Neapel. Mit insgesamt Konzerten in Europa, Nordamerika, Asien und Lateinamerika war es die bislang längste und ausgedehnteste Konzerttournee der Bandgeschichte und zugleich die letzte Kraftwerk-Tour mit Gründungsmitglied Florian Schneider-Esleben, der die Band 2008 verließ.
Bei den Konzerten verwendeten Ralf Hütter, Florian Schneider und ihre Mitmusiker Fritz Hilpert und Henning Schmitz vier umgebaute Sony VAIO-Laptops, deren Software es ihnen ermöglichte, auf das großräumige Equipment ihres Düsseldorfer Kling-Klang-Studios, mit dem sie in früheren Jahren ihre Konzerte bestritten hatten, zu verzichten. Die Gruppe schaffte sich außerdem einen neuen Satz transparenter Videotafeln an, um die vier großen Projektionsleinwände zu ersetzen. Dies vereinfachte die Ausführung der gesamten Sequenzierungs-, Klangerzeugungs- und Bildanzeigesoftware der Gruppe erheblich. Von diesem Zeitpunkt an wurde das manuelle Spielen durch die Ausrüstung der Band zunehmend reduziert und durch eine interaktive Steuerung der Sequenzierungsgeräte ersetzt. Hütter behielt die meisten manuellen Darbietungen bei, spielte bestimmte Melodielinien per Hand auf einem Controller-Keyboard und sang live. Schneiders früher durch den Vocoder gesungene Parts wurden durch softwaregesteuerte Sprachsynthesetechniken ersetzt.

## Liveaufnahmen
Im Juni 2005 erschien mit Minimum-Maximum das erste Livealbum in der Karriere von Kraftwerk, im Dezember des gleichen Jahres folgte eine gleichnamige Live-DVD. Beide wurden aus den Auftritten der Band während ihrer Europa-Tour im Frühjahr 2004 zusammengestellt.

## Setlist
Die Setlist der Konzerte enthielt zeitgemäß überarbeitete Stücke aller bis dato erschienenen Kraftwerk-Studioalben von Autobahn (1974) bis Tour de France Soundtracks (2003). Dazu gehörte auch ein Lied mit dem Titel Planet der Visionen, das eine Neubearbeitung des 1999 veröffentlichten Titels Expo 2000 ist.

### Beispiel-Setlist
- Intro
- Die Mensch-Maschine
- Planet der Visionen
- Prologue
- Tour de France (Étape 1)
- Chrono
- Tour de France (Étape 2)
- Tour de France (1983)
- Vitamin
- Autobahn
- Das Model
- Neonlicht
- Radioaktivität
- Trans Europa Express
- Metall auf Metall
- Abzug
- Nummern/Computerwelt
- It’s More Fun to Compute/Heimcomputer
- Die Roboter
- Elektro Kardiogramm
- Aéro Dynamik
- Boing Boom Tschak
- Techno Pop
- Musique Non Stop

## Tourdaten
| Nr.                               | Datum             | Stadt             | Land                   | Veranstaltungsort                             | Anmerkungen                              |
| Leg 1 – Europa                    | Leg 1 – Europa    | Leg 1 – Europa    | Leg 1 – Europa         | Leg 1 – Europa                                | Leg 1 – Europa                           |
| --------------------------------- | ----------------- | ----------------- | ---------------------- | --------------------------------------------- | ---------------------------------------- |
| 1                                 | 6. Februar 2004   | Helsinki          | Finnland               | Jäähalli                                      |                                          |
| 2                                 | 8. Februar 2004   | Stockholm         | Schweden               | Cirkus                                        |                                          |
| 3                                 | 9. Februar 2004   | Stockholm         | Schweden               | Cirkus                                        |                                          |
| 4                                 | 10. Februar 2004  | Stockholm         | Schweden               | Cirkus                                        |                                          |
| 5                                 | 12. Februar 2004  | Oslo              | Norwegen               | Rockefeller                                   |                                          |
| 6                                 | 13. Februar 2004  | Oslo              | Norwegen               | Rockefeller                                   |                                          |
| 7                                 | 14. Februar 2004  | Frederiksberg     | Danemark               | K. B. Hallen                                  |                                          |
| 8                                 | 15. Februar 2004  | Frederiksberg     | Danemark               | K. B. Hallen                                  |                                          |
| Leg 2 – Asien                     |                   |                   |                        |                                               |                                          |
| 9                                 | 24. Februar 2004  | Osaka             | Japan                  | Nanba Hatch                                   |                                          |
| 10                                | 25. Februar 2004  | Osaka             | Japan                  | Nanba Hatch                                   |                                          |
| 11                                | 26. Februar 2004  | Nagoya            | Japan                  | Aichi Prefectural Labor Hall                  |                                          |
| 12                                | 28. Februar 2004  | Tokio             | Japan                  | Zepp Tokyo                                    |                                          |
| 13                                | 29. Februar 2004  | Tokio             | Japan                  | Zepp Tokyo                                    |                                          |
| 14                                | 2. März 2004      | Tokio             | Japan                  | Shibuya-AX                                    |                                          |
| 15                                | 3. März 2004      | Tokio             | Japan                  | Shibuya-AX                                    |                                          |
| 16                                | 4. März 2004      | Tokio             | Japan                  | Shibuya-AX                                    |                                          |
| Leg 3 – Europa                    |                   |                   |                        |                                               |                                          |
| 17                                | 15. März 2004     | Dublin            | Irland                 | Olympia Theatre                               |                                          |
| 18                                | 16. März 2004     | Glasgow           | Schottland             | Carling Academy                               |                                          |
| 19                                | 17. März 2004     | Manchester        | England                | Carling Apollo                                |                                          |
| 20                                | 18. März 2004     | London            | England                | Royal Festival Hall                           |                                          |
| 21                                | 20. März 2004     | London            | England                | Carling Academy Brixton                       | 2 shows                                  |
| 22                                | 20. März 2004     | London            | England                | Carling Academy Brixton                       | 2 shows                                  |
| 23                                | 22. März 2004     | Paris             | Frankreich             | Le Grand Rex                                  |                                          |
| 24                                | 23. März 2004     | Brüssel           | Belgien                | Ancinenne Belgique                            |                                          |
| 25                                | 25. März 2004     | Berlin            | Deutschland            | Tempodrom                                     | 2 shows                                  |
| 26                                | 25. März 2004     | Berlin            | Deutschland            | Tempodrom                                     | 2 shows                                  |
| 27                                | 27. März 2004     | Köln              | Deutschland            | Palladium                                     | 2 shows                                  |
| 28                                | 27. März 2004     | Köln              | Deutschland            | Palladium                                     | 2 shows                                  |
| 29                                | 28. März 2004     | Hamburg           | Deutschland            | CCH                                           |                                          |
| 30                                | 29. März 2004     | Amsterdam         | Niederlande            | Heineken Music Hall                           |                                          |
| 31                                | 31. März 2004     | Barcelona         | Spanien                | Razzmatazz                                    |                                          |
| 32                                | 1. April 2004     | Madrid            | Spanien                | Sala La Riviera                               |                                          |
| 33                                | 2. April 2004     | Lissabon          | Portugal               | Coliseu dos Recreios                          |                                          |
| 34                                | 5. April 2004     | München           | Deutschland            | Muffathalle                                   |                                          |
| 35                                | 6. April 2004     | München           | Deutschland            | Muffathalle                                   |                                          |
| 36                                | 7. April 2004     | Frankfurt am Main | Deutschland            | Jahrhunderthalle                              |                                          |
| 37                                | 8. April 2004     | Dresden           | Deutschland            | Alter Schlachthof                             | 2 shows                                  |
| 38                                | 8. April 2004     | Dresden           | Deutschland            | Alter Schlachthof                             | 2 shows                                  |
| Leg 4 – Nordamerika/Europa        |                   |                   |                        |                                               |                                          |
| 39                                | 23. April 2004    | Toronto           | Kanada                 | Ricoh Coliseum                                |                                          |
| 40                                | 24. April 2004    | Montréal          | Kanada                 | Métropolis                                    |                                          |
| 41                                | 26. April 2004    | Seattle           | Vereinigte Staaten     | Paramount Theatre                             |                                          |
| 42                                | 28. April 2004    | San Francisco     | Vereinigte Staaten     | Warfield Theatre                              |                                          |
| 43                                | 29. April 2004    | San Francisco     | Vereinigte Staaten     | Warfield Theatre                              |                                          |
| 44                                | 1. Mai 2004       | Indio             | Vereinigte Staaten     | Empire Polo Club                              | Coachella Valley Music and Arts Festival |
| 45                                | 5. Mai 2004       | Reykjavík         | Island                 | Laugardalshöll                                |                                          |
| Leg 5 – Europa                    |                   |                   |                        |                                               |                                          |
| 46                                | 15. Mai 2004      | Wien              | Osterreich             | Planet.tt Bank Austria Halle Gasometer        |                                          |
| 47                                | 17. Mai 2004      | Rom               | Italien                | GranTeatro                                    |                                          |
| 48                                | 18. Mai 2004      | Turin             | Italien                | Auditorium del Lingotto                       |                                          |
| 49                                | 19. Mai 2004      | Bern              | Schweiz                | Kulturzentrum Reitschule                      |                                          |
| 50                                | 20. Mai 2004      | Bern              | Schweiz                | Kulturzentrum Reitschule                      |                                          |
| 51                                | 22. Mai 2004      | Prag              | Tschechien             | Palác Lucerna Velký Sál                       |                                          |
| 52                                | 24. Mai 2004      | Ljubljana         | Slowenien              | Križanke                                      |                                          |
| 53                                | 25. Mai 2004      | Budapest          | Ungarn                 | Sportcsarnok                                  |                                          |
| 54                                | 27. Mai 2004      | Warschau          | Polen                  | Sala Kongresowa                               |                                          |
| 55                                | 29. Mai 2004      | Riga              | Lettland               | Ķīpsalas Izstāžu Halle                        |                                          |
| 56                                | 30. Mai 2004      | Tallinn           | Estland                | Eesti Näituste messikeskus                    |                                          |
| 57                                | 1. Juni 2004      | St. Petersburg    | Russland               | Sportivniy kompleks Yubileyniy                |                                          |
| 58                                | 3. Juni 2004      | Moskau            | Russland               | Dvorets sporta Luzhniki                       |                                          |
| Festivalauftritte                 |                   |                   |                        |                                               |                                          |
| 59                                | 17. Juli 2004     | Arvika            | Schweden               | Folkets Park                                  | Arvikafestivalen                         |
| 60                                | 6. August 2004    | Benicàssim        | Spanien                | Recinto de Festivales                         | Festival Internacional de Benicàssim     |
| 61                                | 8. August 2004    | Zambujeira do Mar | Portugal               | Herdade da Casa Branca                        | Festival do Sudoeste                     |
| Leg 6 – Lateinamerika/Nordamerika |                   |                   |                        |                                               |                                          |
| 62                                | 5. November 2004  | São Paulo         | Brasilien              | Chácara do Jóquei Clube                       | Tim Festival                             |
| 63                                | 6. November 2004  | Rio de Janeiro    | Brasilien              | Armazém 05                                    | Tim Festival                             |
| 64                                | 8. November 2004  | Brasília          | Brasilien              | Teatro Nacional                               |                                          |
| 65                                | 10. November 2004 | Santiago de Chile | Chile                  | Estadio Víctor Jara                           |                                          |
| 66                                | 12. November 2004 | Buenos Aires      | Argentinien            | Estadio Obras Sanitarias                      |                                          |
| 67                                | 16. November 2004 | Mexiko-Stadt      | Mexiko                 | Carpa Neumática del Hipódromo de las Américas |                                          |
| 68                                | 19. November 2004 | Miami Beach       | Vereinigte Staaten     | Gleason Theater for the Performing Arts       |                                          |
| Festivalauftritt                  |                   |                   |                        |                                               |                                          |
| 69                                | 4. Dezember 2004  | Bruz              | Frankreich             | Parc Expo Rennes Aéroport                     | TransMusicales                           |
| Leg 7 – Nordamerika               |                   |                   |                        |                                               |                                          |
| 70                                | 30. Mai 2005      | Washington, D.C.  | Vereinigte Staaten     | 9:30 Club                                     |                                          |
| 71                                | 31. Mai 2005      | Washington, D.C.  | Vereinigte Staaten     | 9:30 Club                                     |                                          |
| 72                                | 1. Juni 2005      | New York City     | Vereinigte Staaten     | Hammerstein Ballroom                          |                                          |
| 73                                | 3. Juni 2005      | Detroit           | Vereinigte Staaten     | State Theatre                                 |                                          |
| 74                                | 4. Juni 2005      | Chicago           | Vereinigte Staaten     | Riviera Theatre                               |                                          |
| 75                                | 6. Juni 2005      | Los Angeles       | Vereinigte Staaten     | Greek Theatre                                 |                                          |
| Leg 8 – Europa                    |                   |                   |                        |                                               |                                          |
| 76                                | 11. Juni 2005     | Lido di Venezia   | Italien                | PalaGalileo                                   |                                          |
| 77                                | 13. Juni 2005     | Belgrad           | Serbien und Montenegro | Stadion Tašmajdan                             |                                          |
| 78                                | 14. Juni 2005     | Sofia             | Bulgarien              | Natsionalen dvorets na kulturata              |                                          |
| 79                                | 16. Juni 2005     | Skopje            | Nordmazedonien         | Skopsko kale                                  |                                          |
| 80                                | 17. Juni 2005     | Thessaloniki      | Griechenland           | Moni Lazariston                               |                                          |
| 81                                | 18. Juni 2005     | Paleo Faliro      | Griechenland           | Faliro Olympic Beach Volleyball Centre        |                                          |
| 82                                | 20. Juni 2005     | Istanbul          | Turkei                 | Solar Beach                                   | RockIstanbul                             |
| 83                                | 30. Juni 2005     | Werchter          | Belgien                | Festivalweide                                 | Rock Werchter                            |
| 84                                | 1. Juli 2005      | Tilburg           | Niederlande            | Poppodium 013                                 |                                          |
| 85                                | 3. Juli 2005      | Sermamagny        | Frankreich             | Lac de Malsaucy                               | Eurockéennes                             |
| 86                                | 4. Juli 2005      | Montreux          | Schweiz                | Miles Davis Hall                              | Montreux Jazz Festival                   |
| 87                                | 5. Juli 2005      | Bollate           | Italien                | Villa Arconati                                |                                          |
| 88                                | 6. Juli 2005      | Ferrara           | Italien                | Piazza Castello                               | Ferrara Sotto Le Stelle                  |
| 89                                | 7. Juli 2005      | Neapel            | Italien                | Arena Flegrea                                 | Neapolis Festival                        |

## Band
- Ralf Hütter: Gesang, Software-Synthesizer, Sequencing
- Florian Schneider: Software-Synthesizer, Sequencing
- Fritz Hilpert: Software-Synthesizer, Sequencing
- Henning Schmitz: Software-Synthesizer, Sequencing